# Rio Muriaé
O rio Muriaé (puri: Meruim-hu, «rio dos mosquitos»)? é um curso de água que banha os estados de Minas Gerais e Rio de Janeiro, no Brasil.
Banha os municípios mineiros de Miraí, Muriaé e Patrocínio do Muriaé. Já no Rio de Janeiro, banha os municípios de Laje do Muriaé, Itaperuna, Italva, Cardoso Moreira e Campos dos Goytacazes, servindo diretamente a uma população de aproximadamente 754 000 pessoas em ambos estados, dentro de uma área geográfica de 7 792 km².

## Descrição
Nasce no município de Miraí, na Zona da Mata Mineira, e desagua no rio Paraíba do Sul na altura do município de Campos dos Goytacazes, Rio de Janeiro. Tem, como principais afluentes, os rios Glória e Carangola, sendo o rio Carangola o maior entre os dois.
As maiores cidades localizadas às suas margens são Muriaé, em Minas Gerais e Itaperuna, no Rio de Janeiro. Considerando toda a bacia do rio Muriaé, são três as maiores cidades: Carangola e Muriaé, em Minas Gerais e Itaperuna, no Rio de Janeiro.

## Desmatamento, mineração, e desastres ambientais
O processo de desmatamento desencadeado na Zona da Mata para o cultivo do café desde o século XIX foi implacável na bacia do rio Muriaé, afetando inclusive suas cabeceiras.
Em 2006, o vazamento de aproximadamente 400 milhões de litros de lama de argila, misturada com óxido de ferro e sulfato de alumínio - rejeitos do beneficiamento da bauxita - ocorreu em Miraí, chegou ao  rio Fubá, que deságua no rio Muriaé, o qual, por sua vez, é um dos afluentes do rio Paraíba do Sul, que, portanto, também foi atingido. A lama chegou às cidades de Miraí, Muriaé, Patrocínio do Muriaé,  Laje do Muriaé, Itaperuna, Italva, Cardoso Moreira e Campos dos Goytacazes. Cerca de 100 mil pessoas tiveram o abastecimento de água interrompido. A mancha de lama causou grande mortandade de peixes e inutilizou áreas agricultáveis e de pastagens. A Mineradora Rio Pomba Cataguases (atual Bauminas Mineração), responsabilizada pelo vazamento, que durou 72 horas, foi multada em 75 milhões de reais. 
No dia 10 de janeiro de 2007, ocorre mais uma vez o rompimento da barragem de rejeitos da Mineradora Rio Pomba Cataguases, que era, então, terceira maior produtora brasileira de bauxita (principal fonte mundial de alumina, insumo para a produção de alumínio). A barragem da Fazenda São Francisco encontrava-se no seu limite. Com as fortes chuvas que caíram em janeiro de 2007, sobre a região, cerca de 2 milhões de m³ de lama, contendo água e argila, vazaram.A grande quantidade de lama lançada no rio Fubá chegou novamente aos rios Muriaé e Paraíba do Sul, atingindo as cidades de Miraí, Muriaé e Patrocínio do Muriaé, em Minas Gerais, e Laje do Muriaé, Itaperuna, Italva e Cardoso Moreira, no estado do Rio de Janeiro. Vários afluentes do rio Muriaé transbordaram, na maior cheia desde 1979. Além do colapso no abastecimento d'água, o acidente teve outros efeitos imediatos: a deposição de argila no leito dos rios intensificou o processo de assoreamento dos cursos d´água, favorecendo a ocorrência de inundações no futuro. Um Termo de Ajustamento de Conduta (TAC) foi firmado pelos Ministérios Públicos Federal e dos estados do Rio de  Janeiro e de Minas Gerais, a Mineradora Rio Pomba Cataguases e os órgãos ambientais mineiros. Ficou acordado que seriam adotadas medidas emergenciais para minimizar os danos e os riscos à população e ao meio ambiente decorrentes do rompimento da barragem. Um dos compromissos assumidos foi o encerramento da exploração de bauxita na área da Fazenda São Francisco dentro de 180 dias.
Em junho de 2007, o Conselho Estadual de Política Ambiental(Copam) suspendeu o embargo à Rio Pomba Cataguases e deu o seu aval para a construção de uma nova barragem, usada para extrair e lavar bauxita, no mesmo curso d'água da represa que havia rompido naquele ano. A população ficou indignada com a decisão, principalmente porque ainda recebera qualquer indenização pelo acidente. A mineradora recorreu da multa, a maior já estipulada pelo governo de Minas Gerais na área ambiental. Até março de 2011, a multa ainda não havia sido paga.

## Grandes inundações

### 2008
No dia 17 de dezembro de 2008, o rio Muriaé voltou a encher e, desta vez, muitíssimo além dos limites de sua calha, ocasionando a pior inundação da história de Muriaé, segundo muitos moradores.  Foi pior do que a de 10 de janeiro de 2007, quando 2 bilhões de litros de lama, proveniente de rejeitos de bauxita, vazaram da barragem São Francisco, no município de Miraí, pertencente a empresa de mineração Rio Pomba Cataguases (atual Bauminas Mineração). A inundação de 2008 foi comparável às de 1925 e 1945 - as piores já registradas.
O motivo da enchente foi um altíssimo volume pluviométrico decorrente de chuvas ininterruptas, durante uma semana, nas  cabeceiras do  Rio Muriaé e seus afluentes. Esse descomunal volume de água atingiu também a cidade de Patrocínio do Muriaé e atravessou os limites do estado de Minas Gerais, chegando ao estado do Rio de Janeiro, e causando destruição em várias cidades, como Laje do Muriaé, Itaperuna, Italva e Cardoso Moreira.

### 2011-2012
Já no final de 2011, houve  vários dias de chuvas, na cidade de Muriaé e região. Com isso, o rio, que já se encontrava assoreado, aumentou rapidamente seu nível. Em 23 de dezembro de 2011, o rio transbordou atingindo principalmente, as ruas ribeirinhas da cidade, nos bairros de José Cirilo, Napoleão e Barra. O nível das águas permaneceu oscilante e afinal houve recuo. Mas o calor exacerbado e a alta umidade do ar  resultaram em mais chuvas fortes. Na noite de 1º de janeiro de 2012, a cidade recebeu uma quantidade de chuva jamais  registrada, desde que a estação automática do INMET foi instalada. Em consequência, no dia 2 de janeiro, a inundação ocorreu com velocidade incomum.

## Poluição
O caso no Rio Muriaé infelizmente não é diferente dos demais rios brasileiros, sendo também altamente poluído por dejetos urbanos e industriais, cerca de 15.600 litros de esgoto são lançados diariamente nas suas margens em Itaperuna, tendo como seus principais poluidores o Valão do Cedro (Cehab), Valão Cubatão (Frigorífico), Valão Jabuticaba (Surubi), Valão Fiteiro, e o Valão Boa Fortuna que herdaram o próprio nome do bairro, todos recebem esgoto in natura sem tratamento em seus leitos, levando toda espécie de lixo, e mau cheiro para o Rio Muriaé, que por sinal, a qualidade de suas águas na área central da cidade foi classificada como nível 3 (ruim), segundo o CONAMA, sendo perigosa para a recreação, e não potável, com altos índices de coliformes fecais, baixa porcentagem de oxigênio dissolvido na água, e com uma grande taxa de turbidez, sendo uma coloração verde quase negra,  com odor fétido.